# Desmodillus auricularis
Desmodillus auricularis — монотиповий вид роду Desmodilliscus підродини Піщанкові (Gerbillinae), невеликий нічний південноафриканський гризун.

## Опис
Довжина голови й тіла від 90 до 125 мм, довжина хвоста від 81 до 100 мм, довжина стопи 25 до 28 мм, довжина вух від 11 до 13 мм і вага до 70 гр. Верх тіла варіюються від оранжевого до червонувато-коричневого кольору, з білою плямою за кожним вухом. Низ тіла і ноги білі. Вуха короткі і рожеві. Ноги вкриті волоссям. Хвіст коротший, ніж голова і тіло і густо вкритий волосками, без пучка на кінці. Самиці мають дві пари грудних і дві пари пахових молочних залоз. Зубна формула: 1/1, 0/0, 0/0, 3/3 = 16. Число хромосом 2n = 52.

## Поширення
Цей вид широко розповсюджений у Південній Африці (Ангола, Ботсвана, Намібія, ПАР). Цей вид знаходиться на посушливих гравійних рівнинах і областях загартованого піску, але не знайдений у м'яких дюнних областях.

## Звички
Цей вид наземний, веде нічний спосіб життя. Нори прості, довжиною не більше 2 метрів. Харчується насінням трави, чагарників і дерев, яке зберігається всередині нори. Також харчується комахами, такими як сарана, і коники.
Самиці народжують 1-7 дітей кілька разів у році, після періоду вагітності 21—35 днів. При народженні вага 4 грами, діти відкривають очі після 22 днів і віднімаються від грудей після 33 днів.

## Загрози та охорона
Немає серйозних загроз для цього виду. Знаходиться в кількох охоронних територіях, але ніяких конкретних заходів щодо збереження не проводиться на місцях.